# 初沢城
初沢城（はつざわじょう）は、東京都八王子市初沢町にあった中世の日本の城（山城）。別名椚田城（くぬぎだじょう）・高乗寺城（こうじょうじじょう）という。東京都指定史跡。

## 歴史・沿革
鎌倉時代に片倉城に在城していた高乗寺開祖の長井氏によって築城されたとも伝わるが、諸説ある。『新編武蔵風土記稿』によれば、鎌倉幕府初期の御家人で武蔵七党の横山党の一族・椚田氏の居城と推測されている。
長井氏は鎌倉幕府初期の重臣・大江広元を祖先に持ち、横山党が1213年（建暦3年）和田合戦で滅亡すると、同地は大江氏に与えられた。長井氏は扇谷上杉氏の傘下となる。1504年（永正元年）、扇谷上杉軍が山内上杉軍を破った立河原の戦いの際、落城した扇谷上杉方の椚田塁に比定される。後北条時代、八王子城の出城の一つとされ、1590年（天正18年）の豊臣秀吉による八王子城攻めで、落城とともに初沢城も落城、廃城となった。
現在はハイキングコースとして整備され、東京都の指定史跡である。

## 考古資料

### 遺構
標高294メートル（比高100メートル）の初沢山の尾根上に、曲輪、堀切、土橋などの遺構が残る。

## 観光

### アクセス
- JR中央線・京王線高尾駅南口から徒歩約20分。